# Marian Cezary Abramowicz
Marian Cezary Abramowicz (ur. 29 października 1934 w miejscowości Białobłoty k. Pleszewa, zm. 5 marca 1997) – polski poeta i prozaik.

## Życiorys
Był synem rolnika Franciszka Abramowicza i Stanisławy ze Skowrońskich. Ojciec zmarł w 1938, a matka w 1939. Po śmierci rodziców opiekowała się nim babka mieszkająca w tej samej wsi. Później zajęła się nim dalsza rodzina we wsi w okolicach Jarocina. Mieszkając u nich w 1948 roku ukończył szkołę podstawową. W latach 1950–1951 pracował w Koninie jako urzędnik i kontynuował naukę w liceum wieczorowym. Po przeniesieniu się do Warszawy, gdzie uzyskał stypendium Stowarzyszenia PAX naukę kontynuował w Liceum Ogólnokształcącym pw. św. Augustyna. Po roku przeniósł się do Płocka, gdzie podjął pracę jako urzędnik w magistracie i uczył się w liceum wieczorowym.
W 1952 roku wstąpił do zakonu salezjanów. W 1953 po złożeniu ślubów zakonnych rozpoczął studia w Instytucie Filozofii i Psychologii Towarzystwa Salezjańskiego (Woźniaków koło Kutna). W 1957 roku wyszedł z zakonu z powodu złego stanu zdrowia. Od 1959 do 1962 roku przebywał w sanatorium przeciwgruźliczym w Prabutach. W 1962 uzyskał rentę inwalidzką, którą pobierał do 1964, gdy podjął pracę w nadleśnictwie Biała Królikowska. W latach 1965–1966 ponownie trafił do sanatorium przeciwgruźliczego tym razem w Sokołowsku pod Wałbrzychem i powtórnie uzyskał rentę inwalidzką.
Debiutował w 1966 roku wierszem Wrzosowisko w 13 numerze „Tygodnika Kulturalnego”.
W latach 1975–1979 pełnił funkcję dyrektora Gminnego Ośrodka Kultury w Gizałkach k. Kalisza. Od 1969 do 1983 należał do Związku Literatów Polskich. Od 1984 należał do nowego Związku Literatów Polskich. W 1986 został odznaczony Srebrnym Krzyżem Zasługi. Mieszkał w Leśnictwie Biała Królikowska we wsi Dziewiń Duży w gminie Gizałki w powiecie pleszewskim w województwie wielkopolskim.

## Twórczość
- Urzeczenie, zbiór wierszy, Wrocław, Ossolineum 1970, 47 s.
- Kochanek białej gołębicy, powieść, Lublin, Wydawnictwo Lubelskie 1973, 379 s.
- Twarze na piasku, zbiór wierszy, Poznań, Wydawnictwo Poznańskie 1977, 79 s.
- Donosy z Białej Królikowskiej, cykl 12 felietonów, Południowa Wielkopolska 1981 numer 12, 1982 numery 1-8 i 1983 numery 1-4
- Sennik niedzielny, zbiór wierszy, Poznań, Wydawnictwo Poznańskie 1984, 107 s., ISBN 83-210-0473-3.
- Dni darowane, zbiór wierszy, Poznań, Związek Literatów Polskich 1991, 35 s.
- W kantyku ziemi, zbiór wierszy, Poznań, Związek Literatów Polskich 1991, 35 s.
- Uroki i zadziwienia, zbiór wierszy, Poznań, Związek Literatów Polskich 1994, Biała Seria Biblioteki Poetyckiej nr 52, 38 s., ISBN 83-86113-15-4.
- Confiteor, zbiór wierszy, Poznań, Związek Literatów Polskich 1994, 39 s., ISBN 83-86113-75-8.
- Maria Magdalena, powieść, Poznań, Pallottinum 1995, 124 s., ISBN 83-7014-235-4.
- Listy nie wysłane, zbiór wierszy, Poznań, Wydawnictwo Fundacji Literackiej 1996, 40 s., ISBN 83-905506-1-X.
- Dwa żywoty, dramat, Poznań Fundacja Literacka 1998, 78 s., ISBN 83-905506-6-0.
- Listy spod klepsydry, Poznań, Pallotinum 2000, 113 s., ISBN 83-7014-390-3.
- Czarna struga, opowiadania „Pani Marta”, „Książę Igor”, „Spotkanie w drodze”, „Szatan na dworcu” i „Czarna struga”, Wydawnictwo Kontekst 2002, 106 s., ISBN 83-88572-60-1.